# S/2018 J 4
S/2018 J 4 este un mic satelit natural exterior al lui Jupiter descoperit de Scott S. Sheppard⁠(d) pe 11 mai 2018, folosind telescopul Víctor M. Blanco de 4,0 metri de la Observatorul Cerro Tololo, Chile. A fost anunțat de Minor Planet Center pe 20 ianuarie 2023, după ce observațiile au fost colectate pe un interval de timp suficient de lung pentru a confirma orbita satelitului. Satelitul are un diametru de aproximativ 2 km (1,2 mi) pentru o magnitudine absolută de 16,7.
S/2018 J 4 este un satelit neregulat al lui Jupiter pe o orbită progradă foarte înclinată la un unghi de 53° față de planul ecliptic. Aparține aceluiași grup ca și satelitul cu înclinație similară Carpo, despre care s-a considerat mult timp a fi o valoare anormală până la descoperirea lui S/2018 J 4. Pentru o epocă de referință din 25 februarie 2023, S/2018 J 4 are o semiaxă mare de 16,5 milioane de km, o excentricitate orbitală foarte mică de 0,06 și o înclinație foarte mare de 52° față de ecliptică. Cu toate acestea, aceste elemente orbitale sunt doar temporare și se pot schimba în timp din cauza perturbațiilor gravitaționale ale Soarelui și ale altor planete. În special, înclinația foarte mare a lui S/2018 J 4 îl supune rezonanței Lidov-Kozai, ca în cazul Carpo, unde există un schimb periodic între excentricitatea și înclinația sa orbitală, în timp ce argumentul pericentrului oscilează în jurul unei valori constante. Rezonanța Lidov-Kozai poate modifica semnificativ orbitele acestor sateliți: de exemplu, excentricitatea și înclinarea lui Carpo pot fluctua între 0,19–0,69 și, respectiv, 44–59°. 